# Parouir Sévak
Pour l’article homonyme, voir Paruyr Sevak (Ararat).
Parouir Sévak (en arménien Պարույր Սևակ), né Parouir Rafaeli Ghazaryan le 24 janvier 1924 à Chanaghchi (Arménie) et mort le 17 juin 1971 en Arménie, est un poète arménien.

## Parcours
Auteur difficile, car sa poésie est intellectuelle, mais populaire, il a contribué à sortir la poésie de l'ornière soviétique, et a été le chantre du renouveau de la poésie arménienne d'aujourd'hui. « Que la seule règle soit / l'irrégularité ! » proférait-il à ceux qui voulaient marier à leur façon poésie et politique. C'est lui, avec Yéghiché Tcharents et Sylva Kapoutikian, qui ont ouvert les chemins de la modernité à la poésie arménienne. Il reprit la devise de Tcharents : « Devenir le souffle du temps ».
En 1958, il publie : Clocher intacible. Livre qui traite du génocide arménien et où apparaît la figure hautement symbolique de Komitas. Il est un grand lecteur de Grégoire de Narek, puis de Sayat-Nova, et il rédige une thèse (doctorat d'État) à propos de ce troubadour du XVIIIe siècle en 1962, estampillée par les autorités culturelles de Moscou. Il y fait une riche et profonde analyse pleine de finesse de l'œuvre du fameux trouvère.
Grâce à la nécessaire utilisation de l'ambiguïté, Sévak a réussi le passage de la poésie moderne dans l'un de ses plus grands tournants ; le passage de la poésie au poétique. Très audacieuse dans sa nouveauté, sa poésie porte en elle une grande véhémence, selon Serge Venturini, car elle bouscule de fond en comble, les formes anciennes d'expression du langage nées après la douloureuse période de l'après-guerre. Sarcastique jusqu'à l'amertume, sa parole manifeste, vers la fin de sa vie, un désarroi métaphysique de son être tout entier qui s'oppose aux formes poétiques convenues des poètes du réalisme socialiste.
Il est considéré comme trop turbulent, trop libre, il est donc taxé de cosmopolitisme par les autorités en place qui ne délivraient d'imprimatur aux écrivains de littérature nationale qu'avec beaucoup de suspicion, car ils n'avaient d'yeux que pour les vrais fils de l'URSS, même dans les années 1970, et même loin de Moscou.
Parouïr Sévak, parlant de la poésie nouvelle et des nouveaux poètes, et mettant l'accent sur leur liberté et leur indépendance d'esprit, écrivait : « Devant ceux de la nouvelle génération d'énormes obstacles vont surgir. On ne les considérera pas comme poètes, on exigera d'eux qu'ils la bouclent, on dira d'eux toutes sortes de choses ; "intelligents secs", "écris ce que tu veux, sauf de la poésie", "toqués d'originalité", etc. Mais ce sont les nouveaux qui auront raison. Et dès aujourd'hui, je me tiens à leur côté, je suis avec eux, je bénis leur chemin ».
Son dernier livre, Que la lumière soit ! (1971), est son livre-testament. Il meurt dans des conditions fort troublantes dans un accident de voiture avec son épouse Nelli Menagharishvili, écrasés par un camion ; certains n'hésitent pas à voir la main du KGB derrière cet accident puisqu'il critiquait la corruption de l'établissement soviétique dans les années précédentes. Sévak disparaît à l'âge de 47 ans, en laissant deux enfants. Il est enterré dans l'arrière-cour de sa maison à Zangakatun, qui a été transformée en musée.
L'édition de son livre imprimé en 1969, tiré à 25 000 exemplaires, a été épuisée en seulement quelques jours. Sa tombe est dans sa maison-musée de Chanaghchi, près des vignes qu’il avait plantées de ses mains. Chaque année, le 17 juin, les membres de la revue mensuelle Garoun (« Printemps », revue littéraire ancienne de référence qui a traversé de nombreuses époques) se réunissent en sa mémoire et organisent des rencontres littéraires avec les jeunes poètes d'aujourd'hui, perpétuant ainsi une tradition poétique dans un pays riche en poésie et aux nombreux poètes.
En 2007 à Erevan, Sergueï Galoïan a publié Un assassinat purement soviétique. Dans cet ouvrage paru en deux tomes, grâce à des mécènes (à compte d'auteur), Galoïan montre comment et pourquoi, Parouir Sévak a été assassiné avec son épouse.
Parouir Sévak est l’auteur du texte de Erevan Erebuni mis en musique par Edgar Hovhannissian en 1968. Ce chant, qui deviendra le désormais célèbre hymne d’Erevan, la capitale de l’Arménie, a été interprété pour la première fois la même année à l'occasion du 2 750e anniversaire de la fondation de la ville.

## Traduction
- Que la lumière soit !, Denis Donikian (trad.), Éditions Parenthèses, coll. « Arménies », 1988.
- Le Clocher qui sans cesse résonne, Alice Varvarian (trad.), Éditions Sigest, 2015.